# Айвс-Естейтс (Флорида)
Айвс-Естейтс (англ. Ives Estates) — переписна місцевість (CDP) в США, в окрузі Маямі-Дейд штату Флорида. Населення — 25 005 осіб (2020).

## Географія
Айвс-Естейтс розташований за координатами 25°57′48″ пн. ш. 80°10′58″ зх. д. / 25.96333° пн. ш. 80.18278° зх. д. (25.963406, -80.182871).  За даними Бюро перепису населення США в 2010 році переписна місцевість мала площу 7,14 км², з яких 6,48 км² — суходіл та 0,66 км² — водойми.

## Демографія
Згідно з переписом 2010 року, у переписній місцевості мешкало 19 525 осіб у 7355 домогосподарствах у складі 4921 родини. Густота населення становила 2735 осіб/км².  Було 8023 помешкання (1124/км²).
Расовий склад населення:
| - 50,0 % — чорних або афроамериканців - 40,3 % — білих - 3,0 % — азіатів - 0,3 % — корінних американців - 3,0 % — осіб інших рас |

До двох чи більше рас належало 3,5 %. Частка іспаномовних становила 27,7 % від усіх жителів.
За віковим діапазоном населення розподілялося таким чином: 23,4 % — особи молодші 18 років, 65,4 % — особи у віці 18—64 років, 11,2 % — особи у віці 65 років та старші. Медіана віку мешканця становила 36,4 року. На 100 осіб жіночої статі у переписній місцевості припадало 83,9 чоловіків;  на 100 жінок у віці від 18 років та старших — 78,6 чоловіків також старших 18 років.
Середній дохід на одне домашнє господарство  становив 57 187 доларів США (медіана — 46 985), а середній дохід на одну сім'ю — 64 613 долари (медіана — 55 138). Медіана доходів становила 42 020 доларів для чоловіків та 36 709 доларів для жінок. За межею бідності перебувало 16,5 % осіб, у тому числі 15,6 % дітей у віці до 18 років та 19,4 % осіб у віці 65 років та старших.
Цивільне працевлаштоване населення становило 9462 особи. Основні галузі зайнятості: освіта, охорона здоров'я та соціальна допомога — 24,4 %, роздрібна торгівля — 14,1 %, науковці, спеціалісти, менеджери — 12,0 %, мистецтво, розваги та відпочинок — 10,3 %.